# Locomotiva FS E.494
Le E.494 sono un gruppo di locomotive elettriche parte della famiglia TRAXX, sviluppate per la trazione di treni merci.
Sono l'ultimo gruppo di motrici acquistato da Mercitalia, che fa parte del gruppo FS e da diversi operatori privati. Mercitalia le ha acquistate per allargare il parco macchine, andando a sostituire le più datate E.655 e le E.633 risalenti agli anni settanta e ottanta. Con l'ultimo lotto, le E.494 hanno sostituito anche le E.483 noleggiate da Mercitalia.
Sono state realizzate dalla Bombardier Transportation Italy sempre nello stabilimento italiano di Vado Ligure.

## Storia
Dalla fine del 2017 nello stabilimento di Vado Ligure sono state costruite due locomotive della serie TRAXX 3 in corrente continua: le prime di un ordine totale di 40 locomotive TRAXX DC3 (con contratto di manutenzione per 16 anni) da parte di Mercitalia Rail. 
A febbraio 2018 è uscita dallo stabilimento di Vado Ligure la prima locomotiva, immatricolata come E.494.040. GTS Rail a gennaio 2018 ha ordinato 5 TRAXX DC3. Un anno dopo il gruppo E.494 ha ottenuto l'autorizzazione a circolare sulla rete ferroviaria italiana, entrando ufficialmente in servizio.
La prima E.494 per Mercitalia, la E.494.003, viene presentata a Roma Tiburtina l'8 marzo 2019 ed entra in servizio regolare lo stesso giorno.
Nei mesi successivi entreranno in servizio anche le 494 ordinate da GTS Rail (5 unità), Captrain (5 unità), Dinazzano Po (2 unità), Locoitalia (4 unità) e CFI (2 unità).

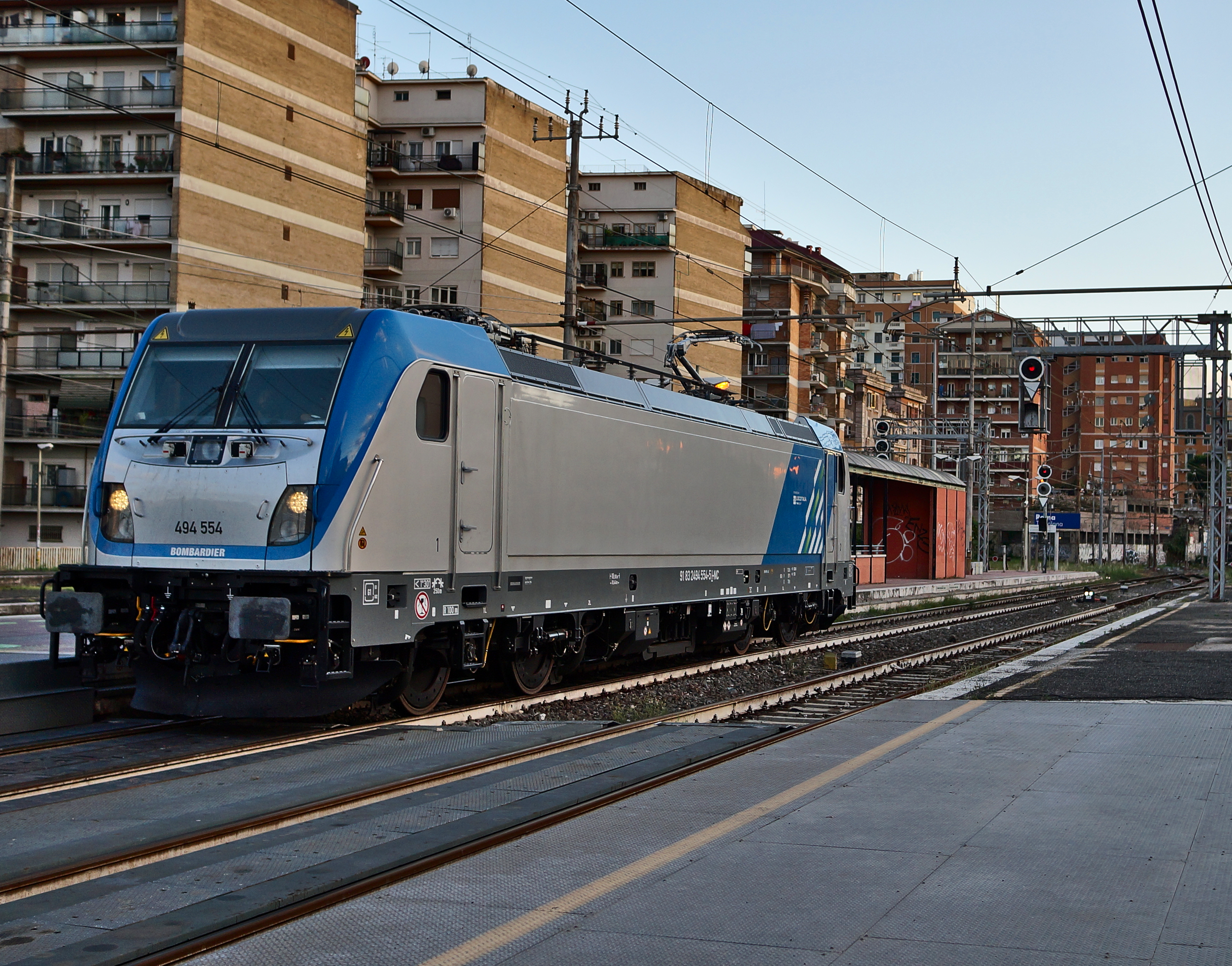
E.494.554 di LocoItalia. Le unità della serie 500 sono provviste anche di un motore diesel

A maggio 2020 CFI ha ordinato altre 3 E.494 non provviste di modulo Last Mile e a settembre sono state consegnate ulteriori E.494 a Captrain Italia, che hanno completato il secondo ordine di 5 unità e a fine dicembre 2020 sono state consegnate a Captrain le E494 511 e 512 e le prime 2 E494 di Medway, seguita dalla terza di un ordine complessivo di 6 E494, ad inizio marzo 2021..
A gennaio 2021 sono state consegnate le prime E494 di Railpool (noleggiate da Captrain). A settembre 2022 Mercitalia Rail ha ordinato 20 locomotive E.494 che, alla consegna prevista nel 2024, si andranno ad aggiungere alle 40 già in esercizio.

## Tecnica

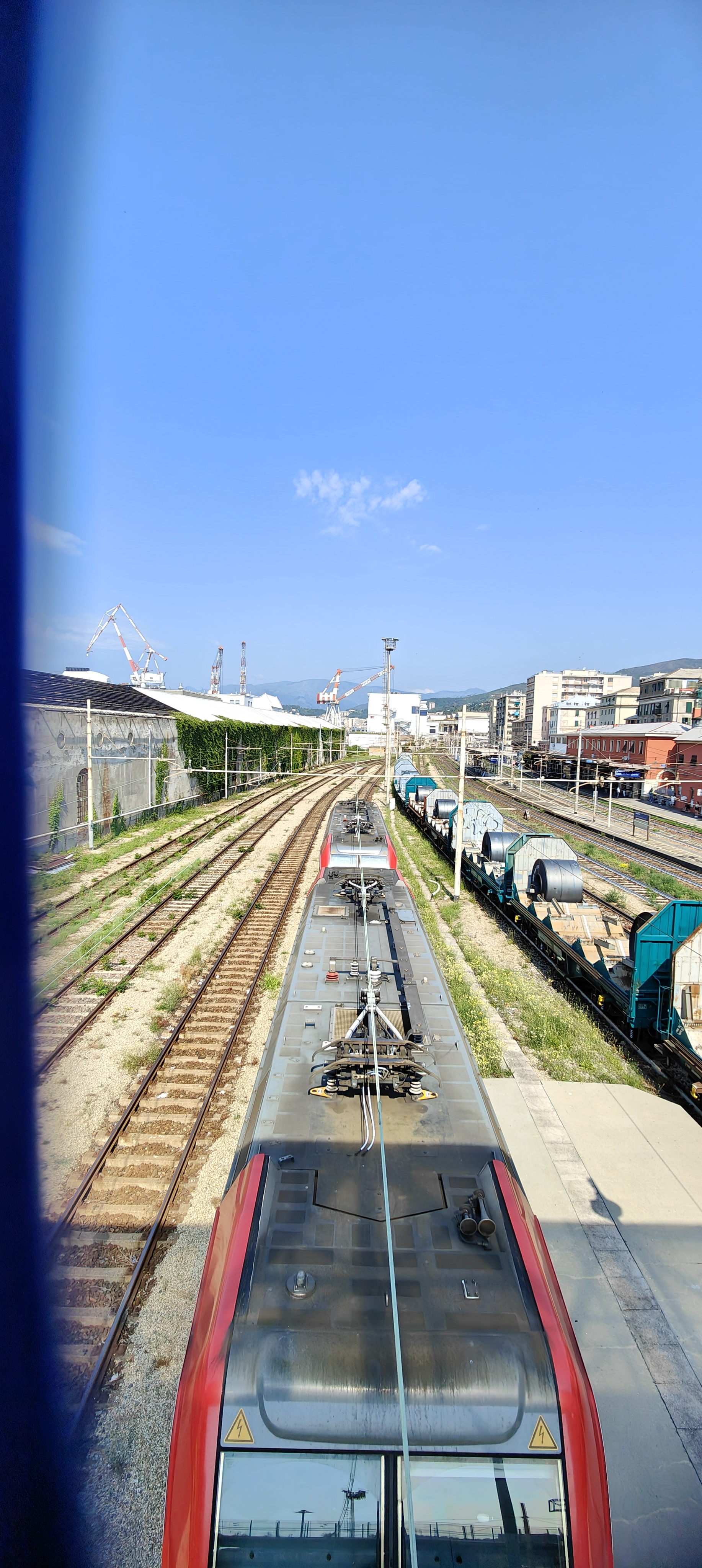
Due E.494 viste dall'alto a Genova Sestri

Le E.494 sono state progettate per la trazione di treni merci fino a 1500 t su una pendenza a standard europeo del 12‰.
Si tratta delle prime TRAXX adatte all'installazione di un motore diesel e del sistema di controllo ETCS BL3.
Di seguito una tabella, non esaustiva, sulle unità consegnate in Italia ai vari operatori merci.
| Serie | Locomotive | Operatore                      | Dettagli |
| ----- | ---------- | ------------------------------ | --- |
| 1ª    | 001-058    | Mercitalia Rail                | Le prime 40 locomotive ordinate da Mercitalia nel 2017 per il rimpiazzo delle più vetuste E.656 e E.633. La prima locomotiva ad uscire dalla produzione, la E.494.040, vestì inizialmente una livrea di prova prima di essere pellicolata nella livrea aziendale di Mercitalia Rail. |
| 200   | 201, 281   | Dinazzano Po                   | |
| 200   | 211-213    | Compagnia Ferroviaria Italiana | |
| 200   | 231-239    | Medway                         | Le E.494 di Medway sono state soprannominate "Petra" (E.494.231), "Giulia Mai" (E.494.232), "Sophia" (E.494.233), "Mia" (E.494.234), "Aurora" (E.494.235), "Emma" (E.494.236), "Asya" (E.494.237), "Maya" (E.494.238) e "Zoe" (E.494.239). |
| 200   | 251-269    | GTS Rail                       | Le locomotive E.494 di GTS Rail sono state soprannominate "Zeus" (E.494.251), "Ulisse" (E.494.252), "Livt da nanz" (E.494.253), "Mazinga Zeta" (E.494.254), "Back to the Future" (E.494.255), da completare... |
| 500   | 501-513    | Captrain                       | La serie 500 monta un motore diesel da 275 kW (modulo Last Mile) per consentire alla locomotiva di effettuare operazioni di manovra all'interno di scali ferroviari non elettrificati. Il modulo può essere anche usato per l'autosoccorso in linea nel caso di guasto all'impianto per la trazione elettrica. La prima locomotiva della serie 500 ad uscire dalla produzione fu la E.494.505, usata per le prove di omologazione assieme alla E.494.040, entrambe in livrea di prova Bombardier. |
| 500   | 542        | Sangritana                     | La serie 500 monta un motore diesel da 275 kW (modulo Last Mile) per consentire alla locomotiva di effettuare operazioni di manovra all'interno di scali ferroviari non elettrificati. Il modulo può essere anche usato per l'autosoccorso in linea nel caso di guasto all'impianto per la trazione elettrica. La prima locomotiva della serie 500 ad uscire dalla produzione fu la E.494.505, usata per le prove di omologazione assieme alla E.494.040, entrambe in livrea di prova Bombardier. |
| 500   | 551-554    | Locoitalia                     | La serie 500 monta un motore diesel da 275 kW (modulo Last Mile) per consentire alla locomotiva di effettuare operazioni di manovra all'interno di scali ferroviari non elettrificati. Il modulo può essere anche usato per l'autosoccorso in linea nel caso di guasto all'impianto per la trazione elettrica. La prima locomotiva della serie 500 ad uscire dalla produzione fu la E.494.505, usata per le prove di omologazione assieme alla E.494.040, entrambe in livrea di prova Bombardier. |
| 500   | 571-578    | Railpool                       | La serie 500 monta un motore diesel da 275 kW (modulo Last Mile) per consentire alla locomotiva di effettuare operazioni di manovra all'interno di scali ferroviari non elettrificati. Il modulo può essere anche usato per l'autosoccorso in linea nel caso di guasto all'impianto per la trazione elettrica. La prima locomotiva della serie 500 ad uscire dalla produzione fu la E.494.505, usata per le prove di omologazione assieme alla E.494.040, entrambe in livrea di prova Bombardier. |
| 500   | 581, 582   | Compagnia Ferroviaria Italiana | La serie 500 monta un motore diesel da 275 kW (modulo Last Mile) per consentire alla locomotiva di effettuare operazioni di manovra all'interno di scali ferroviari non elettrificati. Il modulo può essere anche usato per l'autosoccorso in linea nel caso di guasto all'impianto per la trazione elettrica. La prima locomotiva della serie 500 ad uscire dalla produzione fu la E.494.505, usata per le prove di omologazione assieme alla E.494.040, entrambe in livrea di prova Bombardier. |
| 500   | 591-598    | GTS Rail                       | La serie 500 monta un motore diesel da 275 kW (modulo Last Mile) per consentire alla locomotiva di effettuare operazioni di manovra all'interno di scali ferroviari non elettrificati. Il modulo può essere anche usato per l'autosoccorso in linea nel caso di guasto all'impianto per la trazione elettrica. La prima locomotiva della serie 500 ad uscire dalla produzione fu la E.494.505, usata per le prove di omologazione assieme alla E.494.040, entrambe in livrea di prova Bombardier. |
| 600   | 601-610    | Mercitalia Rail                | Versione Last Mile per MIR. |
| 700   | 701-706    | Railpool                       | Noleggiate a Captrain. |

## Incidenti
Il 21 maggio 2020 la E.494.034 di Mercitalia Rail è sviata nella stazione di Genova Sestri Ponente Aeroporto mentre era in manovra isolata